# 올랜도 존스
올랜도 존스(Orlando Jones, 1968년 4월 10일 ~ )는 미국의 스탠드업 코미디언, 배우이다.

## 출연 작품

### 영화
- 황혼에서 새벽까지 3 (1999)
- 에볼루션 (2001)
- 타임 머신 (2002) - 복스 114 역

### 텔레비전
- MADtv (1995–97)
- 신들의 전쟁 (2017–19)